# Station Birmingham Moor Street
Birmingham Moor Street is een spoorwegstation van National Rail in Birmingham, Birmingham in Engeland. Het station is eigendom van Network Rail en wordt beheerd door Chiltern Railways. Het gebouw is Grade II listed, het huidige gebouw werd in 1914 geopend hoewel het station zelf al in 1909 in gebruik genomen werd.

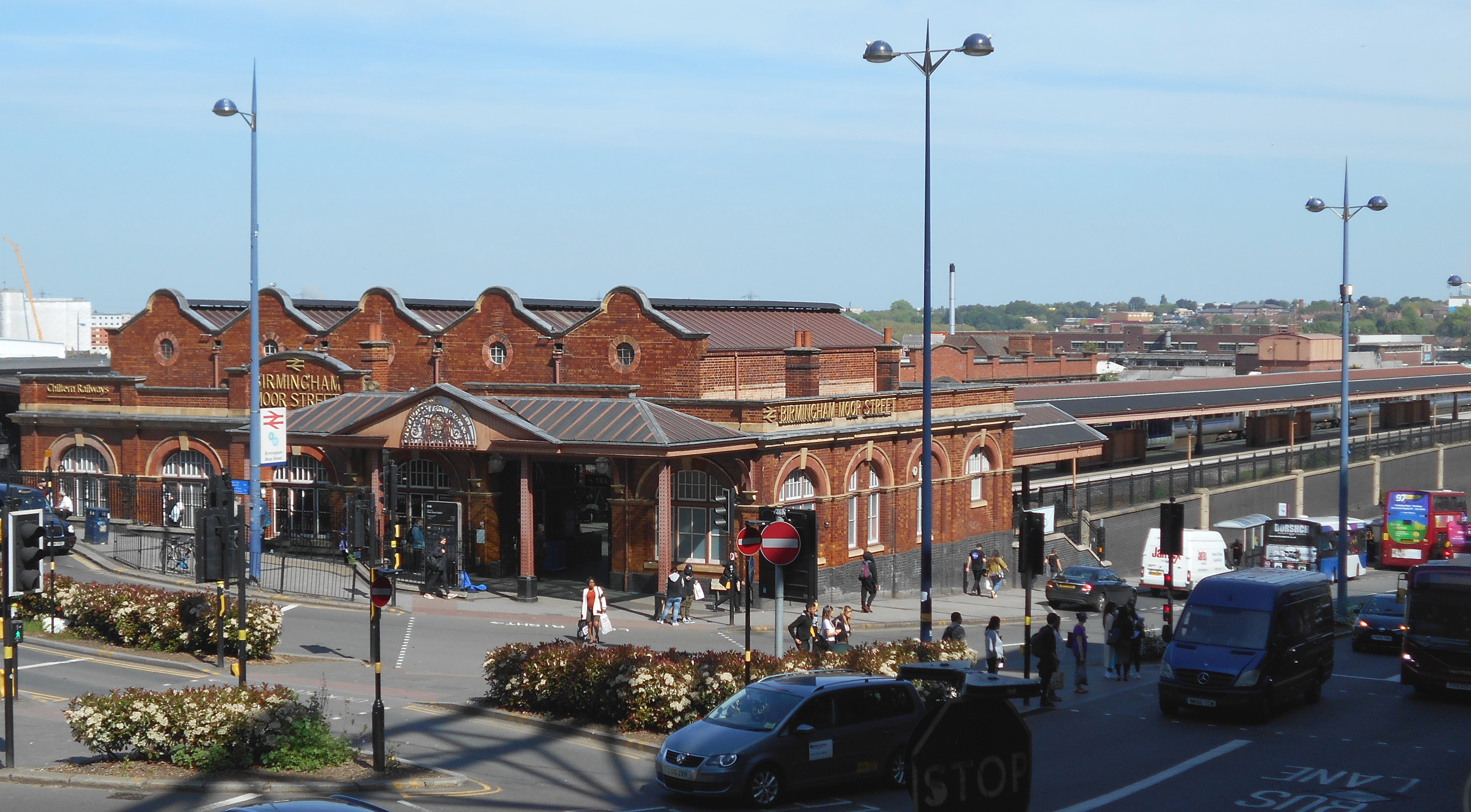
Exterieur, 2019
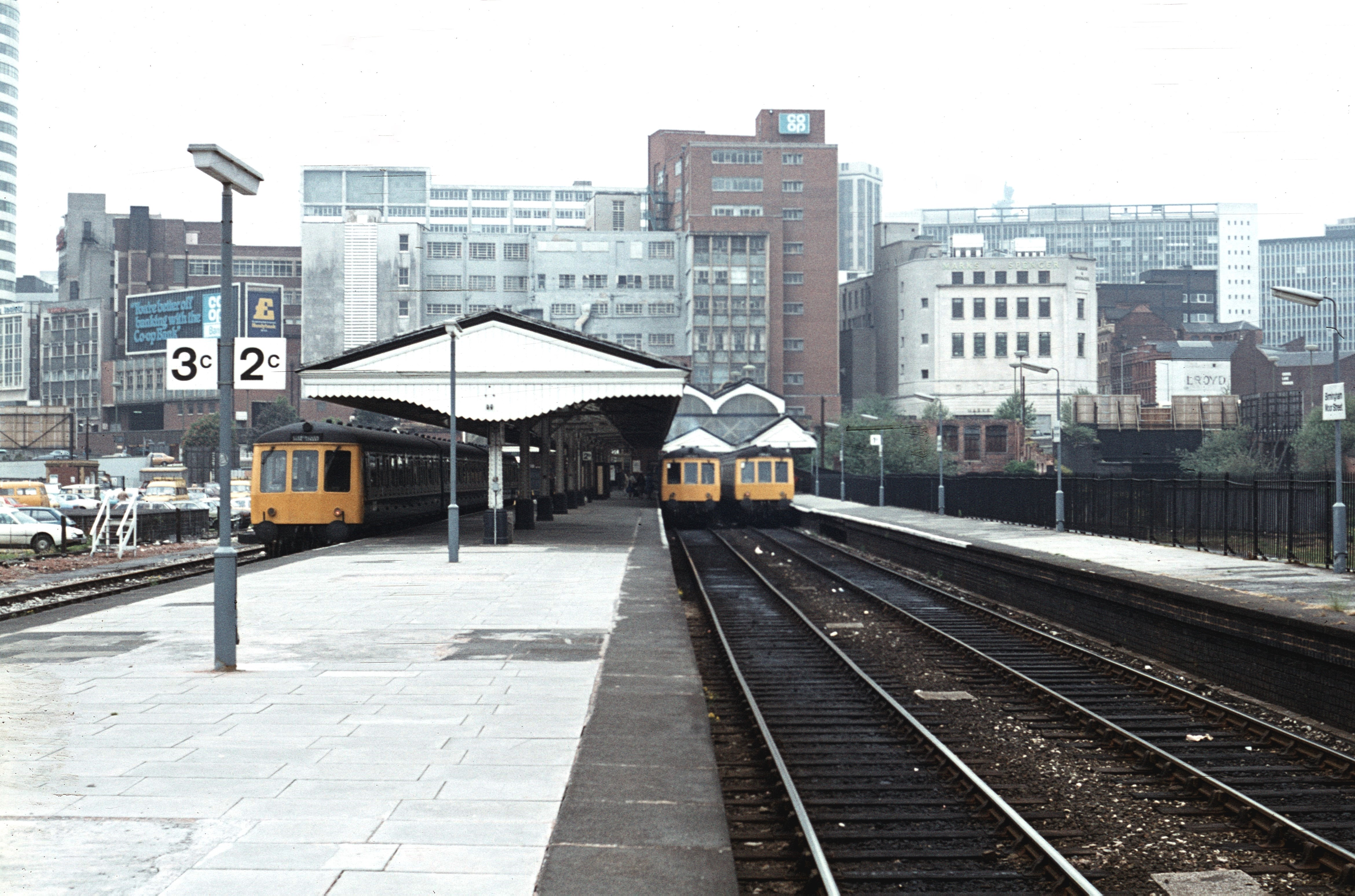
Perrons, 1980
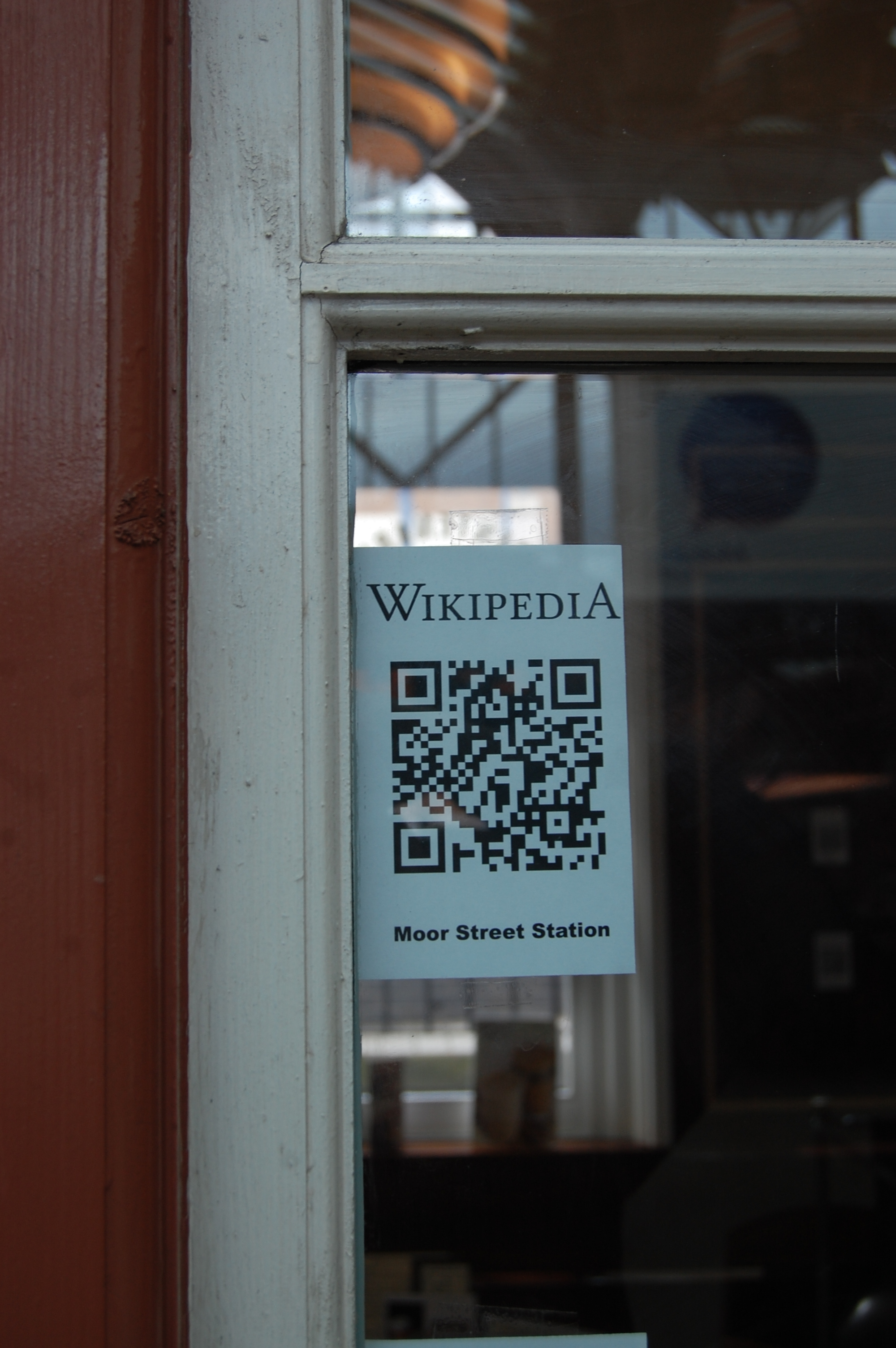
QRpedia-code in het station